# 주세페 델라 발레
주세페 델라 발레(이탈리아어: Giuseppe Della Valle dʒuˈzɛppe della ˈvalle[*]; 1899년 11월 25일, 에밀리아-로마냐 주 볼로냐 ~ 1975년 11월 26일)는 이탈리아의 전직 축구 선수로, 이탈리아 국가대표팀에서 스트라이커로 활약했다. 그는 1924년 하계 올림픽에 참가하여 2골을 기록했다.

## 수상
볼로냐
- 이탈리아 리그: 1924–25, 1928–29